# CSKA 모스크바
CSKA 모스크바(러시아어: ЦСКА Москва)는 러시아 모스크바의 스포츠 클럽이다. 종목별로 여러 산하 팀들이 있다.

## 팀 목록
- PFC CSKA 모스크바 (축구)
- PBC CSKA 모스크바 (남자 농구)
- WBC CSKA 모스크바 (여자 농구)
- MFK CSKA 모스크바 (풋살)
- VC CSKA 모스크바 (남자 배구)
- WVC CSKA 모스크바 (여자 배구)
- HC CSKA 모스크바 (아이스하키)
- 체코브스키예 메드베디 (핸드볼)
- CSKA 모스크바 (밴디)
- CSKA 모스크바 (수구)